# Arquidiocese de Santiago do Chile
A Arquidiocese de Santiago do Chile (em latim:  Archidioecesis Sancti Iacobi in Chile) é uma circunscrição eclesiástica da Igreja Católica no Chile. É a sé metropolitana da Província Eclesiástica de mesmo nome e a Sé Primacial do Chile. Seu atual arcebispo é Fernando Natalio Chomalí Garib Sua Sé é a Catedral Metropolitana de Santiago.
Possui 214 paróquias servidas por 782 padres, abrangendo uma população de 6 292 372 habitantes, com 66,9% da dessa população jurisdicionada batizada (4 209 755 católicos).

## História
A Diocese de Santiago do Chile foi erigida em 27 de junho de 1561 com a bula Super specula do Papa Pio IV, obtendo o território da diocese de La Plata ou Charcas (hoje Arquidiocese de Sucre) e da Arquidiocese de Lima, da qual era originalmente sufragânea.
Em 22 de março de 1564 e 10 de maio de 1570, cedeu partes de seu território para o benefício da ereção das dioceses de La Imperial (atual Arquidiocese de Concepción) e de Tucumán (atual Arquidiocese de Córdoba).
Dom Diego de Medellín foi o primeiro organizador da diocese, que a dividiu em 4 paróquias e 26 missões para os índios. Em 1584 ele estabeleceu o seminário episcopal e dois anos depois celebrou o primeiro sínodo diocesano.
Em 1745, Dom Juan González Melgarejo deu início à construção da atual catedral, que foi concluída antes do final do século, durante o episcopado de Manuel de Alday.
Em 28 de maio de 1806, cedeu uma parte de seu território em benefício da ereção da diocese de Salta (hoje arquidiocese).
O século XIX assistiu a sérias turbulências políticas após a independência do Chile; o clero foi dividido entre partidários da monarquia espanhola e partidários da independência. Depois de 1810, houve de fato uma parada na evangelização. O bispo José Santiago Rodríguez Zorrilla, eleito em 1815, não era apreciado pelas autoridades civis e foi exilado duas vezes. Com a sua morte em 1832, a diocese pôde ter um novo pároco, Manuel Vicuña Larraín, que restabeleceu o seminário que tinha sido encerrado nos anos anteriores. O próprio bispo fundará o jornal La Revista Católica, com o qual apoiará as reivindicações do governo chileno de manter o patrocínio às dioceses chilenas, ao mesmo tempo que conserva o direito de apresentação dos bispos que antes havia sido concedido aos reis da Espanha.
Em 21 de maio de 1840 a diocese foi elevada à categoria de arquidiocese metropolitana pelo Papa Gregório XVI com a bula Beneficentissimo Divinæ Providentiæ.
Posteriormente, cedeu repetidamente outras partes do território em proveito da ereção de novas circunscrições eclesiásticas:
- a diocese de La Serena (atualmente arquidiocese) em 1 de julho de 1840;
- a missão sui iuris  de Valparaíso (hoje diocese) em 2 de novembro de 1872;
- a missão sui iuris  de Talca (hoje diocese) em 1913;
- as dioceses de Rancagua e de San Felipe em 18 de outubro de 1925;
- a diocese de San Bernardo em 13 de julho de 1987;
- a diocese de Melipilla em 4 de abril de 1991.

Enquanto isso, em 21 de junho de 1880, foi fundada a Universidade Católica, que ainda é uma das universidades mais importantes do país.
Em 26 de abril de 1908 foi erigido o Santuário da Imaculada Conceição sobre a colina de San Cristóbal. No mesmo ano, Juan Ignacio González Eyzaguirre sucedeu ao arcebispado, que prestou atenção aos problemas sociais dos trabalhadores, seguindo a encíclica Rerum Novarum do Papa Leão XIII. Em 1915 consagrou a Arquidiocese ao Sagrado Coração de Jesus.
Em 1950 a Santa Sé concede aos arcebispos de Santiago o título de Primaz do Chile.
Em 18 de junho 1970 em virtude do decreto Maiori Christifidelium da Congregação para os Bispos adquiriu o departamento de Maipo, que era parte da Diocese de Rancagua.
Em 1987, o Papa João Paulo II visitou o Chile em uma extensa visita apostólica durante a qual elevou a freira carmelita Teresa dos Andes à categoria de beata em uma grande e polêmica celebração realizada no Parque O'Higgins.
O Papa Francisco também realizou uma visita apostólica em 2018, sendo uma viagem para reforçar os laços com a Igreja Católica, já que a influência do catolicismo no país diminuiu significativamente nas últimas décadas, sofrendo duro golpe após os escândalos de pedofilia entre alguns sacerdotes, que levou mais tarde à resignação coletiva do Clero chileno.

## Prelados
|                          | Nome                                                   | Período    | Notas                                       |
| Arcebispos               | Arcebispos                                             | Arcebispos | Arcebispos                                  |
| ------------------------ | ------------------------------------------------------ | ---------- | ------------------------------------------- |
| 14º                      | Fernando Natalio Cardeal Chomalí Garib                 | 2023-      | Atual                                       |
| 13º                      | Celestino Cardeal Aós Braco, O.F.M.Cap.                | 2019-2023  | Arcebispo emérito                           |
| 12º                      | Ricardo Cardeal Ezzati Andrello, S.D.B.                | 2010-2019  | Arcebispo emérito                           |
| 11º                      | Francisco Javier Cardeal Errázuriz Ossa, P. Schönstatt | 1998-2010  | Arcebispo emérito                           |
| 10º                      | Carlos Cardeal Oviedo Cavada, O. de M. †               | 1990-1998  |                                             |
| 9º                       | Juan Francisco Cardeal Fresno Larraín †                | 1983-1990  |                                             |
| 8º                       | Raúl Cardeal Silva Henríquez, S.D.B. †                 | 1961-1983  |                                             |
| 7º                       | José Maria Cardeal Caro Rodríguez †                    | 1939-1958  |                                             |
| 6º                       | José Horacio Campillo Infante †                        | 1931-1939  |                                             |
| 5º                       | Crescente Errázuriz Valdivieso †                       | 1918-1931  |                                             |
| 4º                       | Juan Ignacio González Eyzaguirre †                     | 1908-1918  |                                             |
| 3º                       | Mariano Jaime Casanova Casanova †                      | 1886-1908  |                                             |
| 2º                       | Rafael Valentín Valdivieso y Zañartu †                 | 1847-1878  |                                             |
| 1º                       | Manuel Vicuña Larraín †                                | 1840-1843  |                                             |
| Bispos-auxiliares        |                                                        |            |                                             |
|                          | Luis Alberto Migone Repetto                            | 2023-      | Atual                                       |
|                          | Álvaro Chordi Miranda                                  | 2022-      | Atual                                       |
|                          | Cristián Castro Toovey                                 | 2021-2024  | Nomeado Bispo de Santa María de Los Ángeles |
|                          | Carlos Alberto Godoy Labraña                           | 2021-2023  | Nomeado Bispo de Osorno                     |
|                          | Julio Esteban Larrondo Yáñez                           | 2020-2023  | Nomeado Bispo de Illapel                    |
|                          | Alberto Ricardo Lorenzelli Rossi, S.D.B.               | 2019-      | Atual                                       |
|                          | Cristián Carlos Roncagliolo Pacheco                    | 2017-      | Atual                                       |
|                          | Jorge Enrique Concha Cayuqueo, O.F.M.                  | 2015-2020  | Nomeado Bispo de Osorno                     |
|                          | Galo Fernández Villaseca                               | 2014-2021  | Nomeado Bispo de Talca                      |
|                          | Luis Fernando Ramos Pérez                              | 2014-2019  | Nomeado Arcebispo de Puerto Montt           |
|                          | Pedro Mario Ossandón Buljevic                          | 2012-2021  | Nomeado Bispo do Ordinário Militar          |
|                          | Fernando Natalio Chomalí Garib                         | 2006-2011  | Nomeado Arcebispo de Concepción             |
|                          | Cristián Contreras Villarroel                          | 2003-2014  | Nomeado Bispo de Melipilla                  |
|                          | Ricardo Ezzati Andrello, S.D.B.                        | 2001-2006  | Nomeado Arcebispo de Concepción             |
|                          | Andrés Arteaga Manieu                                  | 2001-      | Atual                                       |
|                          | Horacio del Carmen Valenzuela Abarca                   | 1995-1996  | Nomeado Bispo de Talca                      |
|                          | Cristián Caro Cordero                                  | 1991-2001  | Nomeado Arcebispo de Puerto Montt           |
|                          | Antonio Moreno Casamitjana                             | 1986-1989  | Nomeado Arcebispo de Concepción             |
|                          | Patricio Infante Alfonso                               | 1984-1990  | Nomeado Arcebispo de Antofagasta            |
|                          | Manuel Camilo Vial Risopatrón, P. Schönstatt           | 1980-1983  | Nomeado Bispo de San Felipe                 |
|                          | Enrique Alvear Urrutia                                 | 1974-1982  |                                             |
|                          | Jorge Maria Hourton Poisson                            | 1974-1992  | Nomeado Bispo-auxiliar de Temuco            |
|                          | Sergio Valech Aldunate                                 | 1973-2003  |                                             |
|                          | Fernando Errázuriz Gandarillas                         | 1969-1973  |                                             |
|                          | Fernando Ariztía Ruiz                                  | 1967-1976  | Nomeado Bispo de Copiapó                    |
|                          | Gabriel Larraín Valdivieso                             | 1966-1968  |                                             |
|                          | Emilio Tagle Covarrubias                               | 1958-1961  | Nomeado Bispo de Valparaíso                 |
|                          | Pio Alberto Fariña Fariña                              | 1946-1971  |                                             |
|                          | Augusto Osvaldo Salinas Fuenzalida, SS.CC.             | 1941-1950  | Nomeado Bispo de San Carlos de Ancud        |
|                          | Antonio José Luis Castro Alvarez, SS.CC.               | 1926-1935  |                                             |
|                          | Rafael Edwards Salas                                   | 1921-1938  |                                             |
|                          | Miguel Claro Vásquez                                   | 1921       |                                             |
|                          | Rafael Fernández Concha                                | 1901-1912  |                                             |
|                          | José Ramón Astorga Salinas                             | 1899-1906  |                                             |
|                          | Jorge Montes Solar                                     | 1892-1900  |                                             |
|                          | Joaquín Larraín Gandarillas                            | 1877-1897  |                                             |
|                          | José Miguel Arístegui Aróstegui                        | 1869-1876  |                                             |
|                          | José Ignacio Cienfuegos Arteaga                        | 1828-1832  | Nomeado Bispo de Concepción                 |
|                          | Manuel Vicuña Larraín                                  | 1828-1832  | Elevado a Bispo                             |
| Bispos                   |                                                        |            |                                             |
| 21º                      | Manuel Vicuña Larraín †                                | 1832-1840  |                                             |
| 20º                      | José Santiago Rodríguez Zorrilla †                     | 1815-1832  |                                             |
| 19º                      | Francisco José Marán †                                 | 1794-1807  |                                             |
| 18º                      | Blas Manuel Sobrino y Minayo †                         | 1788-1794  | Nomeado Bispo de Trujillo                   |
| 17º                      | Manuel de Alday y Aspée †                              | 1753-1788  |                                             |
| 16º                      | Juan González Melgarejo †                              | 1743-1753  | Nomeado Bispo de Arequipa                   |
| 15º                      | Juan Bravo del Rivero y Correa †                       | 1734-1743  | Nomeado Bispo de Arequipa                   |
| 14º                      | José Manuel de Sarricolea y Olea †                     | 1730-1734  | Nomeado Bispo de Cuzco                      |
| 13º                      | Alonso del Pozo y Silva †                              | 1723-1730  | Nomeado Arcebispo de Sucre                  |
| 12º                      | Alejo Fernando de Rojas y Acevedo †                    | 1718-1723  | Nomeado Bispo de La Paz                     |
| 11º                      | Luis Francisco Romero †                                | 1705-1717  |                                             |
| 10º                      | Francisco de la Puebla González †                      | 1694-1704  |                                             |
| 9º                       | Bernardo de Carrasco y Saavedra, O.P. †                | 1678-1694  | Nomeado Bispo de La Paz                     |
| 8º                       | Diego de Humanzoro Carantia, O.F.M. †                  | 1660-1676  |                                             |
| 7º                       | Gaspar de Villarroel, O.E.S.A. †                       | 1637-1651  | Nomeado Bispo de Arequipa                   |
| 6º                       | Francisco González de Salcedo Castro †                 | 1622-1634  |                                             |
| 5º                       | Juan Pérez de Espinosa, O.F.M. Obs. †                  | 1600-1622  |                                             |
| 4º                       | Pedro de Azuaga, O.F.M. †                              | 1596-1597  |                                             |
| 3º                       | Diego de Medellín, O.F.M. Obs. †                       | 1574-1592  |                                             |
| 2º                       | Fernando de Barrionuevo, O.F.M. Obs. †                 | 1566-1571  |                                             |
| 1º                       | Rodrigo González de Marmolejo †                        | 1561-1564  |                                             |
| Administrador Apostólico |                                                        |            |                                             |
|                          | Celestino Aós Braco, O.F.M.Cap.                        | 2019       | Bispo-emérito de Copiapó                    |
|                          | Emilio Tagle Covarrubias                               | 1959-1961  | Bispo-auxiliar                              |